# سيرينا تولينو
سيرينا تولينو أستاذة جامعية إيطالية تشغل منصب كرسي دراسات الشرق الأوسط بجامعة برن بسويسرا. تخصصها هو مجال الدراسات الإسلامية.

## مسيرتها العلمية
درست تولينو لغات وتاريخ ثقافات منطقة البحر الأبيض المتوسط والدول الإسلامية في جامعة نابولي - لورينتالي. خلال دراستها قضت ثلاث سنوات في القاهرة. تلقت لاحقًا منحة دراسية من جمعية الدراسات العليا و Culture in Motion بجامعة هاله. كما حصلت عام 2012 على شهادة الدكتوراه من جامعة هالة وجامعة نابولي - لورينتالي (cotutelle de thèse) عن رسالة بعنوان «المثلية الجنسية والممارسات الجنسية المثلية في الفقه الإسلامي والقانون والوضعي».
بعد حصولها على الدكتوراه، عملت كمساعد في جامعة زيورخ في إطار مشروع بحث ممول من طرف مؤسسة العلوم الوطنية السويسرية SNF. وفي دورة الشتاء للعام الجامعي 2013/2014 حصلت على منحة بجامعة هارفارد ضمن برنامج الدراسات الشرعية الإسلامية.
من 2016 إلى 2020 عملت كبروفيسورة لدراسات الشرق الأوسط في جامعة هامبورغ. وفي عام 2017 حصلت على شهادة التدريس العالي من مركز هامبورغ للتعليم والتعلم الجامعي ومنذ عام 2020 تشغل كرسي أستاذة جامعية بمعهد دراسات الشرق الأوسط والمجتمعات الإسلامية في جامعة برن.
أبحاثها العلمية تركز على دراسة الفقه الإسلامي ومواضيع المثلية الجنسية، قضايا النوع الأجتماعي (الجندر) وأيضا تاريخ العبودية في الإسلام والشرق الأوسط.

## بحوث (مختارة)
- Atti omosessuali e omosessualità fra diritto islamico e diritto positivo. Il caso egiziano con alcuni cenni all'esperienza lebanese . نابولي 2013، ISBN 978-88-495-2387-4 .
- كمحرر مع Almut Höfert و Matthew M. Mesley: رجال بلا أطفال في السلطة. حكم الخصيان والأساقفة في عالم ما قبل الحداثة . لندن 2018، ISBN 978-1-4724-5340-2 .

## روابط إنترنت
- islamwissenschaft.unibe.ch
- unibe-ch.academia.edu